# Så snart for då min fröjd sin kos
Så snart for då min fröjd sin kos är en psalm vid ett barns död skriven av Erik Gustav Geijer 1812. Melodin är O Jesu, när jag hädan skall.
Psalmen inleds 1819 med orden:
Så snart for då min fröjd sin kos,,
Så sorgetimmen ilar;
Och bleknat som en bruten ros
Mitt barn på båren vilar.

## Publicerad i
- 1819 års psalmbok som nr 345 under rubriken "Vid ett barns död".
- 1937 års psalmbok som nr 581 under rubriken "Vid ett barns död".